# Cantón de Carpentras-Sur
El cantón de Carpentras-Sur era una división administrativa francesa, que estaba situada en el departamento de Vaucluse y la región de Provenza-Alpes-Costa Azul.

## Composición
El cantón estaba formado por cuatro comunas, más una fracción de la comuna que le daba su nombre:
- Althen-des-Paluds
- Carpentras (fracción)
- Entraigues-sur-la-Sorgue
- Mazan
- Monteux

## Supresión del cantón de Carpentras-Sur
En aplicación del Decreto nº 2014-249 de 25 de febrero de 2014, el cantón de Carpentras-Sur fue suprimido el 22 de marzo de 2015 y sus 5 comunas pasaron a formar parte; tres del nuevo cantón de Monteux, una del nuevo cantón de Pernes-les-Fontaines y su fracción de comuna se unió a la otra fracción para formar el nuevo cantón de Carpentras.